# Ferdinand Kummer

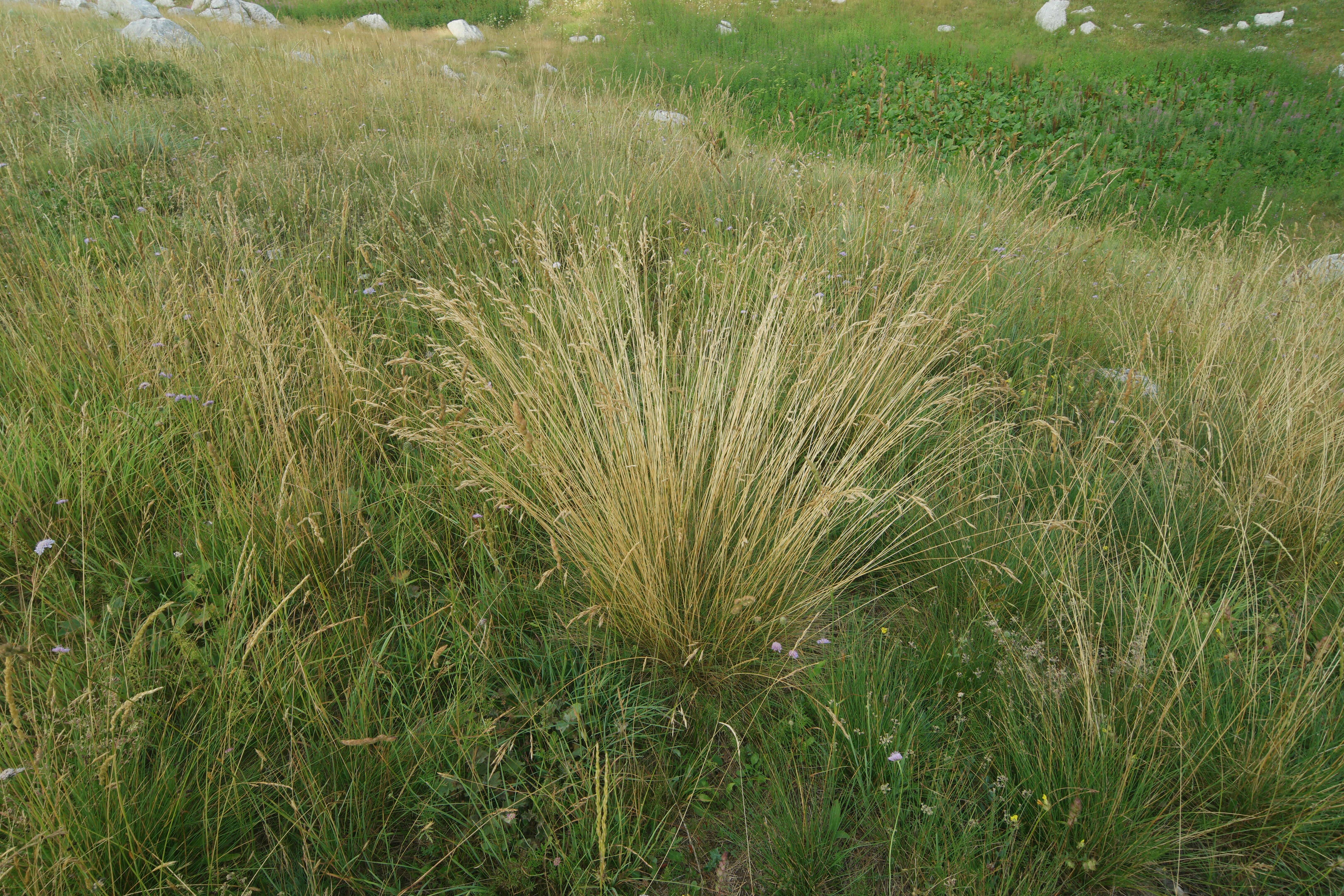
Festuca bosniaca Kummer & Sendtner 1849 am Naturstandort (Küstengebirge in Montenegro)

Ferdinand Kummer (* 16. Oktober 1807 in Ulm; † 22. März 1870 in München) war ein deutscher Botaniker. Sein botanisches Autorenkürzel lautet „Kumm.“

## Leben
Ferdinand Kummer schloss 1830 (heutige) Wilhelmsgymnasium München ab.
Er wurde 1835 an der Universität München mit seiner Dissertation De spasmo tonico (gedruckt 1838) zum Dr. med. promoviert.
Nach seinem Studium wirkte er zunächst als Adjunkt am königlichen Herbarium und von 1848 bis zu seinem Tode als Kustos des Herbars der Universität München.
Ferdinand Kummer ist gemeinsam mit Otto Sendtner Erstbeschreiber des Bunt-Schwingels Festuca bosniaca Kummer & Sendtner 1849.
Er war seit 1840 Mitglied der Regensburgischen Botanischen Gesellschaft.
Sein persönliches an Aufsammlungen aus Bayern reiches Herbarium kam nach seinem Tod 1870 an das königliche Herbarium der Universität München.
Mit „Kummer“ signierte Proben des Münchner Herbars sind in der Vergangenheit verschiedentlich fälschlicherweise dem Mykologen Paul Kummer zugeordnet worden. Nach Andreas Bresinsky (1973, S. 38) beweisen Schriftvergleiche wie auch die Sammelorte der Belege, dass die mit „Kummer“ signierten Proben Ferdinand Kummer zuzuordnen sind.

## Schriften
- De spasmo tonico. Dissertatio Inauguralis. Giesser, München 1838 (Digitalisat)
- mit Otto Sendtner: Enumeratio plantarum in itinere Sendtneriano in Bosnia lectarum, cum definitionibus novarum specierum et adumbrationibus obscurarum varietatumque. In: Flora, XXXII, Regensburg 1849, S. 1–10 (sectio prima) (Digitalisat) und 753–766 (sectio secunda) (Digitalisat)